# Công Dương
Công Dương, tên khai sinh là Công Văn Dương (sinh ngày 15 tháng 6 năm 1994) là một nam diễn viên.

## Tiểu sử
Công Dương là người Việt Nam
Năm 17 tuổi, Công Dương một mình vào Sài Gòn học thanh nhạc, khoảng thời gian đó anh rất tự lập, từng làm mẫu ảnh, phát tờ rơi, bán hàng để kiếm thêm thu nhập. Bên cạnh đó Công Dương cũng thử tìm hiểu nhiều lĩnh vực khác nhau từ việc đi hát, đi thi tại Vietnam Idol và Nhân tố bí ẩn.

## Hoạt động nghệ thuật
Năm 2014, Công Dương diễn xuất cùng nam diễn viên Duy Khánh Zhou Zhou trong MV ca nhạc Trót yêu của Eleven TV và được rất nhiều người hâm mộ yêu mến và ủng hộ.
Cũng trong năm này, Công Dương tham gia một vai diễn khách mời trong series phim Chiến dịch chống ế phần 1. Tuy là vai diễn nhỏ nhưng anh đã để lại nhiều ấn tượng tốt trong lòng khán giả.
Anh từng tham gia phim Tiệm bánh Hoàng tử bé 2 và Học viện teen cứng do Văn Công Viễn đạo diễn, sau đó là phim 8 văn phòng do Huỳnh Lập đạo diễn.
Năm 2016, Công Dương đã đánh dấu một bước ngoặt trong sự nghiệp diễn xuất khi nhận lời tham gia vai Tuấn Vũ - vai nam chính trong bộ phim Tỉnh giấc tôi thấy mình trong ai của đạo diễn trẻ Mai Hoàng. Đây là bộ phim của diễn viên Chi Pu sản xuất đồng thời đảm nhiệm vai nữ chính.
Năm 2017, Công Dương tham gia bộ phim điện ảnh đầu tiên Yêu đi đừng sợ. Đây là phim điện ảnh đầu tiên anh tham gia.
Cột mốc quan trọng trong sự nghiệp của Công Dương khi anh vào vai chính trong phim điện ảnh Thái Lan mang tên Memories of New Years. Đây là bộ phim nói về những chuyện tình thú vị với 3 câu chuyện khác nhau xoay quanh lễ hội té nước Songkran của Thái Lan. Đây là dự án điện ảnh được đầu tư quy mô với sự tham gia của dàn diễn viên nổi tiếng của Thái như nam diễn viên Chakrit cùng các diễn viên Babie (Lào), Vai Hang (Campuchia). Bối cảnh phim được quay chủ yếu tại Thái Lan, Lào và Campuchia. Công Dương đảm nhận vai nam chính tên Nguyễn và anh buộc phải sử dụng tiếng Thái 100% trong phim.
Năm 2018, Công Dương xuất hiện trong phim Yêu Em Bất Chấp (Văn Công Viễn làm đạo diễn) được làm lại từ phim My Sassy Girl (Cô Nàng Ngổ Ngáo) của Hàn Quốc với vai diễn Huy, một anh chàng đào hoa bạn thân của Minh Khôi (Hoài Lâm thủ vai). Công Dương được đánh giá là một sự bổ sung thú vị của phiên bản Việt hóa.
Công Dương đóng vai chính trong phim truyền hình Khép Lại Quá Khứ dài 33 tập với vai diễn Minh Nhật của đạo diễn Nguyễn Đức Nhật Thanh, do hãng Aqua Film sản xuất, chính thức phát sóng trên kênh HTV9 bắt đầu từ ngày 28 tháng 9 năm 2018. Anh chinh phục khán giả đại chúng với vai diễn anh chàng công tử nhà giàu. Phim còn có sự tham gia của các diễn viên Ngọc Lan, Thanh Bình, Trung Dũng và Vĩnh San.
Công Dương thủ vai phản diện Trịnh Bá trong phim điện ảnh Trạng Quỳnh của đạo diễn Đỗ Đức Thịnh ra mắt dịp Tết Nguyên Đán 2019.
Năm 2020, Công Dương thủ vai Lâm trong bộ phim truyền hình Nhà trọ Balanha° của đạo diễn Nguyễn Khải Anh và nhận được rất nhiều sự yêu mến của khán giả.
Năm 2021, Công Dương thủ vai Phan trong bộ phim phim truyền hình Hãy nói lời yêu của đạo diễn Bùi Quốc Việt.
Năm 2024, Công Dương tham gia Anh trai "Say Hi".

### Phim truyền hình
| Năm  | Phim                             | Vai                 | Tham khảo     |
| ---- | -------------------------------- | ------------------- | ------------- |
| 2014 | Chiến dịch chống ế               | Khách mời           |               |
| 2014 | Tiệm bánh Hoàng tử bé 2          | Kim                 |               |
| 2015 | Học viện teen cứng               |                     |               |
| 2015 | 8 Văn phòng                      | Nhân viên văn phòng | [ 18 ]        |
| 2016 | Tỉnh giấc tôi thấy mình trong ai | Tuấn Vũ             |               |
| 2018 | Yêu Em Bất Chấp                  | Huy                 |               |
| 2020 | Khép Lại Quá Khứ                 | Minh Nhật           |               |
| 2020 | Nhà trọ Balanha                  | Lâm                 |               |
| 2021 | Hãy nói lời yêu                  | Phan                |               |
| 2022 | Sao phải xoắn                    | Đạt Dark/Duck       |               |
| 2023 | Hidden Agenda                    | Poom (tập 6, 8)     | [ 19 ] [ 20 ] |
| 2023 | I Feel You Linger in the Air     | Khách mời           |               |

### Phim điện ảnh
| Năm  | Phim                  | Vai      | Tham khảo   |
| ---- | --------------------- | -------- | ----------- |
| 2017 | Yêu đi đừng sợ        |          |             |
| 2017 | Memories of New Years | Nguyễn   | [ 5 ] [ 6 ] |
| 2019 | Trạng Quỳnh           | Trịnh Bá | [ 21 ]      |
| 2023 | Fanti                 |          |             |
| 2024 | Mùa hè đẹp nhất       | Nghĩa    | [ 22 ]      |
| 2024 | Công tử Bạc Liêu      |          |             |

### Xuất hiện trong video ca nhạc
| Năm  | Bài hát                           | Nghệ sĩ         | Tham khảo |
| ---- | --------------------------------- | --------------- | --------- |
| 2016 | Take Me Away                      | Min             | [ 23 ]    |
| 2017 | Điều Buồn Nhất                    | Kai Đinh        | [ 24 ]    |
| 2017 | Có điều gì sao không nói cùng anh | Trung Quân Idol | [ 25 ]    |
| 2019 | Vạn sự tuỳ duyên                  | Quốc Thiên      | [ 26 ]    |
| 2019 | Mặt Trăng                         | Bùi Lan Hương   | [ 27 ]    |

### Chương trình thực tế
| Năm  | Tên chương trình   | Vai trò   | Đài   | Nguồn  |
| ---- | ------------------ | --------- | ----- | ------ |
| 2016 | Vietnam Idol mùa 7 | Thí sinh  | VTV3  | [ 28 ] |
| 2020 | Bữa trưa vui vẻ    | Khách mời | VTV6  | [ 29 ] |
| 2024 | Anh trai "Say Hi"  | Thí sinh  | VieOn | [ 30 ] |

## Giải thưởng và đề cử
| Năm  | Giải thưởng         | Hạng mục                   | Tác phẩm        | Kết quả   | Nguồn         |
| ---- | ------------------- | -------------------------- | --------------- | --------- | ------------- |
| 2021 | Ấn tượng VTV 2021   | Diễn viên nam Ấn tượng     | Hãy nói lời yêu | Đề cử     | [ 31 ] [ 32 ] |
| 2024 | Giải Cánh diều 2024 | Nam diễn viên phụ xuất sắc | Mùa hè đẹp nhất | Đoạt giải | [ 33 ]        |

## Các hoạt động khác
Năm 2016 đến 2017, anh làm VJ của kênh MTV Việt Nam, các chương trình MTV Bus, MTV Top Ten, MTV Connection.